# Пољаци
Пољаци (пољ. Polacy) су западнословенски народ, који претежно живи у Пољској, где чини око 93,8% становништва. Пољаци су већином католичке вероисповести, а говоре пољским језиком, који спада у словенску групу индоевропске породице језика.

## Име
Име Пољак (пољ. Polak) изводи се од стсл. ријечи pole („поље“). Према томе, име Пољаци би буквално значило „становници поља“.

## Историја
Првобитно подручје насељавања племена Пољака је око реке Нотец и Варта, у околини данашњих градова Познањ и Гњезно. Већ у средњем веку то се племе удружило са сродним племеном Вислана који су живели у околини данашњих градова Кракова и Варшаве. На тим су подручјима живела и друга племена, као Гурали, Мазови, Краковци и још неки. С оснивањем јагелонско-литванске државе, многи Пољаци се насељавају у подручјима данашње југоисточне Литваније, данашњој западној половини Белорусије и данашњој западној трећини Украјине, осим тога у северном делу Моравске и северној Словачкој. Током индустријализације у 19. веку Пољаци су се селили према индустријским центрима Немачке и Аустроугарске.
Након Другог светског рата Пољаци су били исељени из источних дијелова ранијег пољског подручја и били насељени у западне делове Пољске које су до тада насељавали Немци.

### Порекло (Западних) Словена
Пољаци воде порекло од двадесетак словенских племена сродних осталим групама Источних Словена који су се од 6. века и даље до 800. насељавали на велика подручја Европске Русије. Језгро домовине ових Словена, простире се између Одре и Висле. Неки Словени су се кретали на југ и оснивали нове државе. На западним границама део њих је наишао на германска племена и део њих се након крвавих борби, германизирао. Друга племена као што су Пољани, Вислани, Поморјани и други основали су пољску државу средим шездесетих година 10. века. Рани извештаји из тог краја Европе, који данас називамо Пољском, датирају из 965. - 966. године. Тих година Ибрахим-Ибн-Јакуб, маурски јеврејин из Тортоса у Шпанији, у друштву са калифом из Кордобе је путовао централном Европом. Тада је посетио Праг, вероватно и Краков, који су се налазили унутар царства Чеха. Делови његовог извештаја познати су каснијим арапским географима. Ови извештаји спомињу земље Словена која се састоји од бројних племена и има вредних етнографских података о раном животу ових људи.

### Средњи век

#### Темељи државе
Име Пољске потиче од племена Пољани (Polanie), који су тада насељавали басен реке Варте, подручје које ће касније постати познато као Великопољска. Центар је био у Гњезну, где први археолошки налази о људским насељима на овом подручју потичу из касног палеолита. Рана словенска насеља на брду Лех и Девојачком брду потичу из 8. века. Племенске вође Пољана била је владарска породица Пјастови. Име су добили по легендарном родоначелнику Пјасту, сељаку из Гњезна који је припадао племену Пољана.
Током 10. века, Пољани и њихови Пјастовићи су покорили лехитска племена. Освојили су земље племена између Одре и Буга, и од Балтичког мора, на југ до Карпата. Пред крај века, овладали су и Висланима и племенима из Вроцлама, Ополе и Легњице. Племена из Легњице, историја памти као Абодрите или Ободрите Мјешко (око 960. - 992. године), који је постао први принц династије Пјастовића, који се сматра оснивачем пољске државе. Године 966. он је покрштен, извршио је реорганизацију освојених територија и ујединио их у један државни систем. Пољска ће тиме постати хришћанска земља.
Пољска, као и многе друге државе Средњег века, имале су строго централизовану моћ која влада над провинцијама које се састоје од дистрикта са јаким утврђењима. Ови дистрикти су имали своје војводе, властиту војску, судове и саветнике. Слободњаци су морали војводи да плаћају порезе.
Мјешко се 965. године оженио са чешком принцезом Дубравком, што доводи и до његовог покршавања. Две године касније у Познању је основана бискупија са главним бискупом Јорданом, који је био Италијан. Брак са Дубравком је уродио плодом, добили су сина Болеслава Храброг који је Пољском владао од 992. до 1025. године. И отац и син су били храбри ратници и градитељи државе. Болеслав је 997. године организовао мисију коју је чешки бискуп Адалберт водио у земљи коју су тада насељавала племена Пруса. Адалберт је тада погинуо и Болеслав је морао да откупи његово тело. У Гњезну му је Болеслав подигао катедралу.
Свети Римски цар Ото III је желео да уједини целу Склавинију (земље Словена) у једну хришћанску заједницу. Састали су се 1000. године на гробу, сада Светог Адалберта, у Гњезну. Ото га је именовао патрицијем Царства и уручио му је копње светог Маврикија. Ото га је крунисао, стављајући му на главу царску круну, утемељивши успут Пољску цркву у Гњезну. Црква и бенедиктински самостани су постали најзначајнија компонента политичке структуре државе.

#### Дезинтеграција и поновно уједињење
Болеслав Храбри је био храбар човек јер је у дугом рату од 1002. до 1018. године потукао Германе. Након тога, 1018. године је послао експедицију против Кијева. Врхунац свега је само краљевско крунисање Болеслава Храброг 1025. године. Међутим, будућност није била много светла. И Болеслав је имао сина који је добио име по деди, Мјешко II. Земљу су трзали немири. Мјешко II је 1031. године изгубио рат са Германима. Чеси им више нису били пријатељи без обзира што су знали да у његовим венама тече Дубравкина крв. Опљачкали су Гњезно, а и сам Мјешко II је изгубио круну 1031. године. Земља је кренула да губи и територије. Пољска није имала среће све док није кренуо да влада његов син Казимир који је добио надимак Казимир Обновитељ. Повратио је изгубљену Шлеску, Мазовију и Померанију. Срећа је била окренута и његовом наследнику, Болеславу II Смелом који је владао од 1054. до 1079. године. Он је имао ратних успеха и успео је да поврати изгубљену круну 1076. године. Међутим, непријатељи су се приклонили Чесима и дошло је до конфликта са краковским бискупом и изгубили су наклоност цркве.
Године 1079. Болеслав је изгубио круну, али ни наредни наследници неће, упркос ратним успесима (освајање Помераније од 1113. до 1119. године) Болеслава Кривоустог донети више среће Пољској. Држава је слабила због своје расцепканости. Па и сам Болеслав Кривоусти, нећак Болеслава Смелог, је поделио земљу својим синовима. Несрећа је пратила Пољску све до 14. века.
Пјастови су основали Пољску државу и водили су је мање-више успешно. Успели су да јој врате стару славу тек пред своју смрт. То се десило у време способног владара Казимира Великог. Земље су враћене матици и основан је Краковски универзитет (1364). Ово ипак није трајало дуго јер нису имали наклоност Чеха, који су претили Крижари, а Казимир Велики није имао наследника. Тиме се угасила лоза поносне породице и завладали су Анжувинци, краљ Лајош Велики и његова малолетна ћерка Јадвига. Удала се за литванског кнеза Јагела чиме је настала унија држава Пољске и Литваније (1385. године). Овај савез је трајао 400. година.

### Нови век

#### Јагеловићи
Казимир је био последњи краљ чисте Пољске државе, њиховим изумирањем Пољска је морала да тражи спас у савезу са суседима и ушла је у савез за Мађарском у периодима од 1370. до 1384, од 1434. до 1444. и од 1576. до 1586. године. Ушла је у савез за Литванијом од 1386. до 1795. и са Шведском од 1587. до 1600. године па и Саском од 1697. до 1764. године Једино их је савез са Литванијом држао доминантнима у источном делу Европе. Јагеловићи су се показали способнима, овладали су Пољском, Чешком, Угарском и Литванијом. Савез са Литванијом је настао венчањем Јадвиге и паганског литванског великог војводе, који се прекрстио са именом Владислав Јагело. Заратио је са крсташима и потукао их је код Таненбурга (Битка код Гринвалда) 1410. године. Литвански ратник је имао у својој војсци и муслиманских Татара, својих литванских пагана и бохемијских (чешких) хусита. 1444. године комбиноване пољско-мађарске снаге су повеле рат против Турака у Варни на Црном мору. Владислав III (син првог Јагеловића) је тада погинуо и Турци су однели победу. Победили су и завладали Угарском наредних 200 година.
Изгубивши Угарску, брат Владислава III, Казимир IV почиње да пролонгира рат против крсташког реда како би повратили Померанију и Гдањск. То је уродило плодом јер су Крсташи 1466. године потучени и понижени и Прусија је подељена, западни део долази директно под Пољску власт, а источни део постаје вазал пољској круни. Године 1471. Казимир је изабран за чешког краља, а његов син Владислав је постао краљ Чешке и Мађарске. Од 1490. до 1526. године Јагеловићи су били на врху централне европске доминације. Они су владали од Балтичког до Црног мора, и од Силесије до неких 300 mi (480 km) од Москве. Ту су живели разни народи и разне вере. Пољаци су настанили централни простор, Литванци, Латвијци и Естонци су били на северу, Германи (Лутерани) и Пруси на западу, ортодоксни Украјинци и Белоруси на истоку, а било је и муслиманских заједница које су чинили Татари и Караими, па и јевреји.
У време њихове владавине, држава се развијала, настао је парламент у којем је заседао краљ (Јан I Олбрахт) са сенатом (односно краљевским већем) и заступници у дому заступника. Пољски парламент је тако постао један од најстаријих у Европи. Тада долази златно пољско доба, развија се култура и уметност, књижевност и историја. Историја памти значајне људе као што су Фајт Штос (вајар), Калимах (историчар), Јан Длугош (свештеник) итд. Пољска је била толерантна и у верским питањима. Савезом у Лубину 1569. године је настала република два народа - Пољске и Литваније. До уједињења их је довео краљ Сигисмунд II Август, али је доживео исту судбину као и Пјастовићи, тј. није имао наследнике и умро је 1573. године. Пољаке су чекале нове тешкоће и ратови.

#### Први избори и долазак Швеђана
Смрћу последњег Јагеловића, Пољска је остала без наследника на престолу, требало је изабрати краља и одржали су се први слободни избори. Први је изабран Хенрик Анжувинац, али није било много користи од њега. Након четири месеца је побегао из Кракова. На другим изборима победио је трансилванијски војвода Стефан Батори, који је био јак и способан човек, и у рату и у миру. На престоље је дошао оженивши Ану, сестру краља Сигисмунда. Решио је спор с Русијом око Инфланта, уредио је унутрашњу структуру. Брилијантно је победио снаге московског цара Ивана у бици код Пскова (садашња Естонија и Латвија) прикључио се комонвелту и Пољска је постала велика сила Средње Европе. Године 1579. Хенрик је утемељио универзитет у Вилниусу упркос ратовима које је водио са Иваном од 1579. до 1582. године.
Након што је Хенрик умро, на престол долази шведски краљевић Сигисмунд Васа, који је био унук Густава Васе. Династија Васа је била на престолу 70 година. До 1668. године изменили су се Сигисмунд III, Владислав IV и Јан Казимир. У то време водиле су се борбе између Пољака и Швеђана за контролу над Балтиком. Они су одржавали Пољску снажном, али су били попустљиви према великашима. Сигисмунд III је одлучио 1596. године да преместити главни град из Кракова у Варшаву која се налази на рути свих главних путова комонвелта, 13 година пре него ће Пољска ући у серију ратова са Швеђанима, Турцима и Русима. Ово раздобље је познато као 'Потоп' и ту су се прославили заповедници битака Јан Замојски, Станислав Жолкевски, Јан Карол Ходкевич и Станислав Коњецполски. Победе у њиховим биткама познате су као битка код Кирхолма, 1605. над Швеђанима; Битка код Клушина, 1610. над Русима; и Битка код Хотина, 1621. над Турцима.
Козаци су однели низ победа. Године 1612. су претрпели пораз у Русији, а 1620. су их потукли и Турци, што је Пољску веома ослабило. У 'шведском потопу' (1655—1660) су победили Швеђане, Русе, Прусе и козаке, али потпуно ослабљени и готово уништени.
Године 1669. су дошли нови избори где је изабран Михаил Корибут Вишњевецки, који је био лош избор, јер је био неактиван, оруђе у рукама магната. Наслеђује га Јан Собјески, хетман који је 1673. однео код Хотина победу над Турцима. Прозвали су га 'Лехистански лав'. Јан (1674—1696) је био велики војсковођа, али илош владар. Турци нису имали среће са Пољском коју је предводио Јан, и 1683. године су напали Мађарску и Аустрију. 130.000 Турака је дошло пред врата Беча. 'Лехистански лав.' је притекао у помоћ и однео победу у тој бици. Ова битка остала је записана у историји.
Иако је имао неке брилијантне победе у ратовима, није средио своје политичке послове, а у дипломатији је изгубио половину Украјине, и тако је и умро.
До пада Пољске државе било је још неколико краљева. То су били краљеви династије Ветин Аугуст II и Август III, који нису имали већег утицаја на спас државе која је била скоро пред пропасти. Последњи краљ и заштитник био је Станислав II Август Поњатовски. У његово време Пољска је доживела културни процват, али је тада јачао и утицај Руса. Пољска је 1793. године надјачана, а већ 1795. године су је поделила Русија, Аустрија и Пруска, а Станислав Август је био присиљен да абдицира. Тек почетком 19. века је почела борба за националну независност, где је нада био Наполеон.

### 19. век

#### Борба за независност
Пољаци су пали под руско царство пред крај 18. века. Они су желели самосталну Пољску, а наду су видели у у једном Корзиканцу, у Наполеону Бонапарти. Јан Хенрик Домбровски је 1791. године организовао две легије за борбу са Аустријанцима у Ломбардији и касније на Пиринејском полуострву. Он је рођен 1755. године у Пољској и постаће бесмртан у речима Пољске националне химне. Јединице пољске легије бориле су се у многим биткама у Наполеоновим ратовима, али је од тога врло мало било користи. Адам Чарторијски, министар спољних послова Русије који се након поделе Пољске борио за обнову пољске државе.
Наполеон је ипак добро искористио Пољаке, борили су се за њега и против Русије, Аустрије и Пруске, прелазили су мора и борили се у Египту и Санто Домингу на Карибима (западне Индије). Пољаци су били храбри, али и изманипулисани. Године 1806. Наполеонове армије су ушле у Познањ, под вођством Домбровског, где су претходно потукли Прусе у Јени. Годину дана касније, Наполеон и цар Александар су се срели у Тилзиту. Залагао се за Пољску државу која ће се састојати од земаља што су Пруси добили у другој подели, a то је Варшавско војводство. Наполеону је ово војводство служили тек за његове политичке игре. Пољаци ипак нису одустали од своје државе. Од 1815. до 1830. привредно и политички су пропадали, а сејм им је укинут. Њихови нови господари су постали Руси.
Године 1846. дошло је и до гушења устанка у Кракову, а угушен је и великопољски устанак. У време 'Пролећа' Пољаци су се борили свуда где је било борбе, у Аустрији, Немачкој, Угарској, Италији. Повремено су се јављале разне привремене републике и кнежевине, а Пољаке су тада чекали црни дани прогона и емиграције. О судбини Пољака су дуго други одлучивали.

#### Емиграција и русификација Пољака
Пољаке су скупо коштали устанци које су подизали. Били су присиљени да беже, а међу њима су била и славна имена као што је Фредерик Шопен и Јоаким Лелевел. Пољаци су бежали у прекоморске земље и исељено је преко 10.000 људи. Они су учествовали активно у животу земаља где су нашли склониште, неки су били градитељи, неки уметници. Они што су остали у Пољској, под Руском влашћу, били су извргнути репресији само зато што су Пољаци. Извргнути су русификацији, пољски језик је избачен из школа, а није било ни њихових сејмова. Сејм је тек 1867. године добио слободу у Галицији. Пољаци су почели да се мало опорављају тек у другој половини деветнаестог века.

#### Политичке прилике
Пољаци су учествовали у животу окупаторских држава Русије и Аустро-Угарске. Тако је Пољак Казимир Бадени постао премијер Аустроугарске. Пољаци су организовали и властите странке, међу њима је била и Народна–Демократска и Народна странка. Пољаци су се борили за властити опстанак, и та борба их је и и одржала у животу. Јављали су се и књижевници, научници и уметници, њихова имена проносиће пољски национални дух. Данас су позната и имена људи који су без оружја дали свој допринос опстанку Пољског народа, културе и историје. То су нпр: Игнаћи Лукасјевич (хемичар и изумитељ прве методе дестилације керозина из нафте), Лудвик Лазар Заменхоф (лекар и творац есперанта)...
На крају, али као најважнију, треба споменути још једно славно име у пољској историји и светској науци, то је Марија Кири, добитница две Нобелове награде за достигнућа на пољу физике и хемије, где је њој у част назван је и хемијски елемент киријум (Cm). Прву награду је добила 1903. године са својим мужем Пјером и Анријем Бекерелом за научна достигнућа у испитивању радиоактивности, а другу 1911. године за издвајање елементарног радона. Умрла је 4. јула 1934. године од последица радиоактивног зрачења.

### 20. век
Са великом Маријом Кири улази се у двадесети век који Пољској, као ни већини Европе, неће донети ништа лепо готово до његовог завршетка. Током тог века одржавале су се борбе и тешкоће. Спремала су се два Светска рата. Године 1867. родио се Јозеф Пилсудски, политичар који би учинио на све начине како да дође до циља за Пољску. Био је заповедник Пољских легија. Од марта 1920. године постао је пољски маршал. Јозеф се прво приклонио Немачкој и Аустроугарској како би се решио Руса, а затим се надао да ће Француска и Енглеска поразити њих. Пољска би тиме постала самостална. Тако се некако и збило. Немци су га ухапсили 1917. године, али се вратио кући 1918. и постао државни начелник. Русија је морала да се повуче 1917. године из рата, где су били поражени и Немци, а Пољска, потписом у Версају избија на Балтик, настојећи да обнови старе границе на истоку. И тиме је настала борба за границе. То је било време протусовјетске интервенције. Млада совјетска држава успела је да изађе на крај са свим тешкоћама, али је тек следио противудар. Руси су се спремали на Варшаву и тада је дошло до легендарног "чуда на Висли" 1920. године. То је у ствари била битка, како ју је назвао Пилсудски, у којој Пољаци бранили од 12.-15. августа Русима приступ Варшави, а 12. октобра 1921. године у Риги је потписано примирје, а Пилсудски је за њега добио чин маршала.
Остварио се пољски сан и Пољска је постала независна. Како нису знали шта доноси будућност, Пољаци су кренули на сређивање својих друштвено-политичких проблема. Реформисали су школство, обнову и створили државну организацију. Јозеф Пилсудски, маршал није био активан и то му се није свиђало. За првог председника изабран је Габријел Нарутовиц, који је био родом из Литваније, али није живео дуго, убили су га свега недељу дана од избора. Јозеф је у мају 1926. године извршио државни удар. Пилсудски је био прави родољуб, или је лукав, није прихватио дужност председника коју му је понудио сејм и предложио је Игнација Мошћицког. Долази до аутократије у којој Пилсудски влада из сенке преко председника. Био је на дужности од 1926.- 1939. године. Права сејма се смањују, а 1930. Пилсудски је укинуо парламент. Пет година касније Пилсудски, који је био борац за Пољску, па аутократа, је умро 1. маја 1935. године.
Пољска самосталност је потрајала кратко, јер Немачка, као стари непријатељ Пољске, није мировала. Један човек, Аустријанац, пожелео је да освоји свет и оснује нову расу, његово име је Адолф Хитлер. Пољаке је чекала црна судбина, а тамошње јевреје логори смрти.
Игнаци Мошћицки је био председник до 1939. године, то је била година када је почео Други светски рат. Пољска је била окружена и са истока и са запада непријатељем, односно Русима и Немцима. Првог дана септембра исте године Немачка је напала Пољску, а седамнаест дана касније Руси су напали са истока. Пољска је тиме подељена. Од 1939. до 1945. године погинуло је више од 2.000.000 Пољака и погубљено око 3.000.000 Јевреја. Од Хитлера се није много разликовао и комуниста Стаљин, који је по његовом наређењу (1940) у Катињу и Харкову стрељано 21.872 особе, официра и припадника пољске интелигенције.

### Комунисти
Пољска је из рата изашла сва смождена и уништена. Нацизам је заменило друго зло, комунизам. Црвена армија представљала се као ослободитељ Пољске и она је дошла под руску доминацију. Пољаци су се борили по бојиштима широм Европе и предстојала им је политичка борба. Руси су њоме владали преко пољских комуниста и уз помоћ политичке полиције. Овај терор наставио се све до 1956. године, три године након Стаљинове смрти. Доласком на власт партије Владислава Гомулка донекле се смањио утицај Совјетског Савеза, а из казамата су пуштени и политички затвореници. Пољском је владала Радничка партија. Пољаци су тешко живели, најгоре је било радницима који су живели од плата и са којима су морали да преживе поскупљења цена. Ово 1970. године доводи до штрајкова, када је пала и крв.
Седамдесетих година ситуација се покушава смирити кредитима. Лакше се дисало, стандард радника се мало подигао, али морало је и да се врате кредити. Није дуго потрајало и већ 1976. године је избила нова криза. Широм Пољске су почели да се одржавају штрајкови. Избили су у рудницима Шлеске и нарочито у Шчећину. Комунистички тоталитаризам почиње да губи тло под ногама. Јавила се и црква. У новију Пољску историју долази нови човек, генерал Војћех Јарузелски, последњи комунистички вођа Пољске.

### Нова Пољска
Ближио се крај комунизму, но ситуација је још увек била тешка. Доласком 1980. године, Пољаци су свашта прегурали и борили се за бољи живот. Становништву је било тешко. У Гдањску се створио штрајкашки одбор. Радничка партија је била опрезна. На челу штрајкаша је био Лех Валенса, а злогласни Едвард Гјерек који је био до тада на власти морао је да да оставку. Изабран је Војћех Јарузелски, који је пак својим мерама покопао комунизам у Пољској својим чином гушења штрајкова војском. Под притиском Руса прогласило се ратно стање. Још један човек је својом појавом наговестио скори крах комунизма, Карол Јозеф Војтила. Народ му се обраћао јер је разумео патње народа. Овог човека је касније цео свет упознао под именом Папа Јован Павле II.
У Пољској је било ратно стање. Вођа 'Солидарности' Лех Валенса је 1983. године добио Нобелову награду за мир. Ближила се и зима 1989. године када су расписани слободни избори у Сејм. Радничка партија није издржала дуго, воља народа је била да се за председника изабере Војћех Јарузелски, али је за премијера изабран кандидат "Солидарности" Тадеуш Мазовјецки (24. августа 1989). Исте године 29. децембра Сејм мења Устав и име републике, и она постаје Република Пољска и као таква се окреће према свету. У децембру 1990. године Лех Валенса побеђује на председничким изборима.

## Статистика
Пољаци су шеста по величини национална група у Европској унији. Процене се разликују у зависности од извора, мада доступни подаци указују на укупно око 60 милиона људи широм света (са око 21 милиона становника који живе изван Пољске, од којих многи нису пољске националности, већ пољски држављани). Само у Пољској има око 38 милиона Пољака. Постоје и пољске мањине у земљама у окружењу, укључујући Немачку, и аутохтоне мањине у Чешкој, Мађарској, Словачкој, северној и источној Литванији, западној Украјини и западној Белорусији. Постоји неколико мањих аутохтоних мањина у оближњим земљама као што је Молдавија. У Русији постоји и пољска мањина која укључује аутохтоне Пољаке, као и оне који су присилно депортовани током и након Другог светског рата; укупан број Пољака у бившем Совјетском Савезу процењен је на 3 милиона.
Термин "Полонија" обично се користи у Пољској када се односи на људе пољског порекла који живе изван пољских граница. Званично је процењено да их има око 10 до 20 милиона. Постоји позната пољска дијаспора у Сједињеним Државама, Бразилу и [Пољаци у Канади[|Канади]]. Француска има историјски однос са Пољском и има релативно велику популацију Пољских потомака. Пољаци живе у Француској од 18. века. У раном 20. веку, више од милион Пољака се населило у Француској, углавном током светских ратова, међу којима су и пољски емигранти који су бежали од нацистичке окупације или касније совјетске власти.
У Сједињеним Државама, значајан број пољских имиграната се настанио у Чикагу, Охају, Детроиту, Њу Џерзију, Њујорку, Орланду, Питсбургу, Буфалу и Новој Енглеској. Највећа концентрација пољских Американаца у градуЊу Бритен налази се у држави Конектикат. Већина пољских Канађана настанила се у Канади од Другог светског рата. Број пољских имиграната порастао је између 1945. и 1970. године, и опет после завршетка комунизма у Пољској 1989. године. У Бразилу, већина пољских имиграната се настанила у држави Парана. Мањи, али значајни број Пољака се настанио су у државама Рио Гранде до Сул, Еспирито Санто и Сао Пауло. Град Куритиба има другу по величини пољску дијаспору на свету (после Чикага), а пољска музика, кухиња и култура су прилично чести у региону.
Недавна велика миграција Пољака се десила након приступања Пољске Европској унији и отварања тржишта рада ЕУ; са приближним бројем од 2 милиона, углавном младих, Пољаци се запошљавају у иностранству. Процењује се да је више од пола милиона Пољака дошло да ради у Великој Британији из Пољске. Од 2011. године, Пољаци су могли слободно да раде широм ЕУ, а не само у Великој Британији, Ирској и Шведској, где су имали пуно радно право од приступања Пољске ЕУ 2004. године. Пољска заједница у Норвешкој значајно је порасла и порасла је на укупно 120.000, чинећи Пољаке највећом имигрантском групом у Норвешкој.

## Култура
Култура Пољске има историју дугу преко 1000 година. Пољска, која се налази у средњој Европи, развила је карактер на који је утицала њена географија на ушћу других средњоевропских култура (Аустријска, Чешка, Немачка, Мађарска и Словачка) као и западноевропских култура (Француска, Шпанска и Холандска), јужноевропских култура (Италијанска и Грчка), балтичких/североисточних култура (Литванска, Естонска и Латвијска), источноевропских култура (Белоруска и Украјинска) и западноазијске/кавкаске културе (Турска, Јерменска и Грузијска). Утицај су пренели и имигранти (мађарски, словачки, чешки, јеврејски, немачки и холандски), политички савези (са Литванијом, Мађарском, Саксонијом, Француском и Шведском), освајања пољско-литванске државе (Украјина, Белорусија, Молдавија, Румунија и Летонија) и освајачи пољских земаља (Руско царство, Краљевина Прусија и Хабзбуршка монархија, касније познате као Аустријско царство или Аустроугарска).
Током времена на пољску културу у великој мери су утицале везе са немачким, мађарским и латинским светом и другим етничким групама и мањинама које су живеле у Пољској. Народ Пољске је традиционално гостољубив према уметницима из иностранства (посебно Италије) и отворен за културне и уметничке трендове који су популарни у другим европским земљама. Захваљујући централној локацији, Пољаци су врло рано дошли у контакт са обе цивилизације - источним и западним, а то је за резултат створило њихов развој како економски, тако и културно и политички. Немачки генерал Хелмут фон Молтке Старији, у свом делу „Пољска. Историјска скица” (1885) наводи да је "Пољска у петнаестом веку била једна од најцивилизованијих држава Европе".
У 19. и 20. веку, пољски фокус на унапређењу културе често је имао приоритет над политичком и економском активношћу, доживљавајући тешке кризе, посебно током Другог светског рата и наредних година. Ови фактори допринели су свестраности природе пољске уметности, са свим сложеним нијансама.
Пољска је вековима била уточиште многим Јеврејима из целе Европе; у 20. веку, велики број емигрирао је у Израел. Неколико истакнутих израелских државника рођено је у Пољској, међу којима је и израелски државник и први премијер Израела и министар одбране Давид Бен-Гурион, бивши председник Израела Шимон Перес и премијери Израела Јицак Шамир и Менахем Бегин.

## Језик
Пољски језик је западнословенски језик и службени језик Пољске. У његовој писаној форми користи се пољска абецеда, која је латинска абецеда са додатком неколико дијакритичких ознака.
Пољаци говоре пољским језиком, који је део индоевропских језика. Пољски је матерњи језик око 50 милиона људи на свету, од тога 97% Пољских грађана је изјавило да им је то матерњи језик, као и Пољаци који живе ван граница Пољске.
На другим местима, етнички Пољаци представљају велике мањине у Немачкој, северној Словачкој и Чешкој Републици, Мађарској, североисточној Литванији и западној Белорусији и Украјини. Пољски језик је најраширенији мањински језик у литванском округу Вилњус (говори га 26% становништва, према резултатима пописа становништва из 2001. године), а говори се и у североисточној и западној Литванији. У Украјини је најзаступљенији у западној области Лавов и Волинској области, док га у западној Белорусији говори значајна пољска мањина, посебно у регионима Брест и Гродно и у областима које се налазе уз литванску границу.
На географску поделу пољског језика увелико су утицале промене граница и миграције становништва који су уследиле након Другог светског рата. Пољаци су поново населили "опорављене територије" на западу и северу. Неки Пољаци су остали на територијама на истоку на којима је раније владала Пољска и које су припојене Совјетском Савезу, што је резултирало данашњим мањинама које говоре пољски у Литванији, Белорусији и Украјини, иако су многи Пољаци протерани или емигрирани из тих подручја у области унутар нових граница Пољске. У међувремену, протеривање Немаца, као и протеривање Украјинаца и њихово пресељење у Пољску, допринело је лингвистичкој хомогености земље.
Пољски говорници говоре пољски језик на територији читаве Пољске, иако постоје одређени дијалекти у језику. Најчешћи дијалекти у Пољској су шлески, који се говори у Горњој Шлеској, и Кашупски, широко распрострањен дијалекат на северу земље.

## Етнографија

### Живот и обичаји Пољака
Пољаци су савремени европски народ који је свету дао велики број чувених научника. Данас, ипак, велик број руралних Пољака живи од пољопривреде и сточарства (25%) за разлику од Велике Британије где се овим делатностима бави тек 1,8% становништва. Плодна пољска поља обрађују се понегде још увек плугом и коњима, а одржала су се и запрежна кола која вуку коњи. Типична сеоска пољска кућа је дрвена, са стрмим крововима на две стране.
Пољаци су вековима живели под феудализмом и у многим крајевима савремене Пољске очувале су се многе народне уметности као што је дрворезбарство и декоративна уметност: вез, папирнати украси и декорације од сламе. Пољаци имају око 50 варијанти регионалних ношњи која се облачи приликом извођења народних плесова. Пољска има 5 националних плесова, а један од њих је познат као Краковјак.

### Верски празници
Пољаци су католици, и већина обичаја везана је за Божић и Ускрс, као и за обичаје венчања.
Постоји и обичај зван 'Лајконик', што је сећање на победу над Татарима 1241. године, и ову параду Пољаци одржавају сваког пролећа у Кракову.

#### Кухиња
Пољаци имају богату традиционалну кухињу, која је и под утицајем кухиња страних народа са којима су долазили или су још у контакту. Месо разних врста као и јела од теста и разне супе су типична јела за словенску кухињу. У подручју Татре познат је сир осципек; маковки: божићни колач; ролада са црвеним купусом (роловано месо са црвеним купусом, у подручју Шлеске); баба варшавска (колач са квасцем, у подручју Мазовије); котлет шабови (сличан бечкој шницли); гулаш; веома позната божићна 'кутиа' која се прави од мака, брашна и ораха.

### Култура

#### Вицинанки
Израда украса од папира пореклом је из Кине, 1600. године се проширила и Европом, а посебно је постала популарна међу јеврејским заједницама. Током 19. века производњом сјајног шареног папира овај обичај преузели су и Пољаци, који је код њих познат под именом 'Вицинанки'.

#### Грнчарство
Пољско грнчарство је веома квалитетно. Превладава плава и жута боја, а израђују се посуде за печење, кување и сервирање, међу осталима и чајници.

#### Музика и плес
Пољаци имају више народних плесова: збојницки, полка, краковјак, мазурка, полонеза, оберек, кујавјак, постоји и плес пољских јевреја називан јеврејски. Кујавјак је плес етничке групе Кујаваца (Кујавија). Овај плес се из већих градова проширио дуж Пољске и доживео више трансормација. Кујавци су били рођаци Померанаца, Вистулана, Шлезијаца и још неких сродних племена које је Мјешко I (960—992) ујединио у прву пољску државу. Кашуби, Словинци и Кујавци обнављају данас свој етнички идентитет. Према Оскару Колбергу код мушкараца из групе Кујаваца, ношња се састоји од дугог капута (сукмана) са великом крагном, плавих дугих панталона, чизама, четвртаста капа опшивена крзном и широког паса од црвеног платна. Жене Кујаваца такође носе дуге капуте, сукње са цветним дезенима, плаштеве везане око рамена и прегаче преко сукања чија је боја у контрасту. Одећа Кујаваца је радничка и прилагођена је крају у којем живе и хладном времену.
Плес Збојницки је из Скалне Подхале на Татрама у јужној Пољској, на граници са Словачком и Моравском. Име је добио од речи збóјник (пл. Збóјницy) у значењу 'разбојници). У 17. и 18. веку, банде разбојника харале су подручјем Татре који су долазили из села подручја Горале. Ношња оних који плешу збојницки састоји се од капутића и панталона направљених од беле вуне.
Оберек је најживахнији и највише акробатски од 5 националних пољских плесова. Пореклом је из Мазовије у централној Пољској. Име је добио од глагола obracac się (окретати се, вртети се). Овај плес припада групи плесова мазурка-ритма, он је брз; кујавјак је лаган и мазурка је умерен плес. Сва ова три плеса су сељачког порекла и претрпела су значајну промену, након мазурке и кујавјака.

## Пољаци данас

### Покрети Пољака
Првобитно подручје насељавања племена Пољака је било око река Нотеч и Варта, у околини данашњих градова Познањ и Гњезно. Већ у средњем веку то се племе удружило са сродним племеном Вислани који су живели у околини данашњих градова Краков и Варшава. На тим су подручјима живела и друга племена, као што су Горали, Мазовљани и други. С оснивањем јагеловичко-литванске државе, многи Пољаци су се насељавали у подручјима данашње југоисточне Литваније, данашњој западној половини Белорусије и данашњој западној трећини Украјине, осим тога у северном делу Моравске и северној Словачкој. Током индустријализације у 19. веку, Пољаци су се селили према индустријским центрима Немачке и Аустроугарске.
Након Другог светског рата, Пољаци су били исељени из источних делова ранијег пољског подручја и били насељени у западне делове Пољске које су до тада насељавали Немци.